# Władimir Klimowskich
Władimir Jefimowicz Klimowskich (ros. Владимир Ефимович Климовских, ur. 27 maja?/8 czerwca 1895 w Kokandzie, zm. 27 lipca 1941 w Kommunarce) – radziecki generał major.

## Życiorys
W 1912 skończył szkołę realną w Taszkencie, po czym wstąpił do Aleksiejewskiej Szkoły Wojskowej w Moskwie, którą ukończył w 1914. Służył w 11 Syberyjskim Pułku Piechoty do jego rozformowania w lutym 1918, walczył w I wojnie światowej na Froncie Północnym, był m.in. dowódcą batalionu, po rewolucji lutowej wybrano go do komitetu pułkowego. W rosyjskiej armii dosłużył się stopnia kapitana. Na początku 1918 w składzie pułku walczył z wojskami Centralnej Rady pod Kijowem, w czerwcu 1918 wstąpił ochotniczo do Armii Czerwonej, brał udział w wojnie domowej na Froncie Zachodnim i Wschodnim, w sierpniu 1918 został pomocnikiem szefa sztabu 5 Armii, później był szefem wydziału operacyjnego sztabu 3 Armii i 16 Armii, w kwietniu-maju 1920 był szefem sztabu 57 Dywizji Piechoty. W kwietniu 1921 został p.o. szefa sztabu i w październiku 1923 szefem sztabu 57 Dywizji Piechoty, od grudnia 1923 do maja 1924 pełnił obowiązki szefa sztabu 16 Korpusu Piechoty, od września 1924 kierował wydziałem w Zarządzie Zachodniego Okręgu Wojskowego, w grudniu 1924 został pomocnikiem szefa tego zarządu (do października 1925). Od stycznia 1926 był pomocnikiem szefa Zarządu Frontu Turkiestańskiego, następnie Środkowoazjatyckiego Okręgu Wojskowego, w 1926 skończył kurs przy Akademii Wojskowej im. Frunzego i został szefem Wydziału 5 Sztabu Moskiewskiego Okręgu Wojskowego, w 1932 ukończył wieczorowo Wojskową Akademię Armii Czerwonej. Został wykładowcą Akademii Wojskowej im. Frunzego, w kwietniu 1934 objął w niej katedrę taktyki ogólnej, w kwietniu 1935 został kierownikiem kursu głównego wydziału akademii, od czerwca 1936 pracował w Centralnej Inspekcji Armijnej, 1936-1938 studiował w Akademii Sztabu Generalnego Armii Czerwonej. Od lutego 1938 do września 1939 był starszym wykładowcą Akademii Wojskowej im. Frunzego, od września 1939 do czerwca 1940 zastępcą szefa sztabu, a od czerwca 1940 do czerwca 1941 szefem sztabu Białoruskiego Okręgu Wojskowego/Zachodniego Specjalnego Okręgu Wojskowego. Po ataku Niemiec na ZSRR mianowany szefem sztabu Frontu Zachodniego. W 1938 otrzymał Order Czerwonego Sztandaru, w 1940 mianowano go generałem majorem.
8 lipca 1941 został aresztowany i 22 lipca skazany na śmierć przez Wojskowe Kolegium Sądu Najwyższego ZSRR pod zarzutem tchórzostwa, bezczynności i panikarstwa i rozstrzelany. 31 lipca 1957 pośmiertnie zrehabilitowany.